# Neuseeländische Cricket-Nationalmannschaft in Simbabwe in der Saison 1992/93
Die Tour der neuseeländischen Cricket-Nationalmannschaft nach Simbabwe in der Saison 1992/93 fand vom 31. Oktober bis zum 12. November 1992 statt. Die internationale Cricket-Tour war Bestandteil der Internationalen Cricket-Saison 1992/93 und umfasste zwei Tests und zwei ODIs. Neuseeland gewann die Test-Serie 1–0 und die ODI-Serie 2–0.

## Vorgeschichte
Simbabwe spielte zuvor eine Tour gegen Indien, für Neuseeland war es die erste Tour der Saison.
Es war das erste Aufeinandertreffen der beiden Mannschaften bei einer Tour überhaupt.

## Stadien
Die folgenden Stadien wurden für die Tour als Austragungsort vorgesehen.
| Stadion            | Stadt    | Kapazität | Spiele          |
| ------------------ | -------- | --------- | --------------- |
| Queens Sports Club | Bulawayo | 9.000     | 1. Test; 1. ODI |
| Harare Sports Club | Harare   | 10.000    | 2. Test; 2. ODI |

## Kaderlisten
Die folgenden Kader wurden von den Mannschaften benannt.
| Test | Test | ODI | ODI |
| Simbabwe | Neuseeland | Simbabwe | Neuseeland |
| --- | --- | --- | --- |
| - Dave Houghton (K) - Kevin Arnott - David Brain - Eddo Brandes - Mark Burmester - Alistair Campbell - Gary Crocker - Andy Flower (wk) - Grant Flower - Malcolm Jarvis - Andy Pycroft - Ali Shah - John Traicos | - Martin Crowe (K) - Simon Doull - Mark Greatbatch - Mark Haslam - Andrew Jones - Rod Latham - Dion Nash - Adam Parore (wk) - Dipak Patel - Ken Rutherford - Murphy Su’a - Willie Watson | - Dave Houghton (K) - David Brain - Eddo Brandes - Gary Crocker - Mark Dekker - Eboo Essop-Adam - Craig Evans - Andy Flower (wk) - Grant Flower - Stephen Peall - Ujesh Ranchod - Ali Shah - John Traicos - Andy Waller | - Martin Crowe (K) - Simon Doull - Mark Greatbatch - Chris Harris - Blair Hartland - Andrew Jones - Gavin Larsen - Rod Latham - Dion Nash - Adam Parore (wk) - Dipak Patel - Ken Rutherford - Murphy Su'a - Willie Watson |

## One-Day Internationals

### Erstes ODI in Bulawayo
| 31. Oktober Scorecard | Bulawayo | Neuseeland 244-7 (50)          | – | Simbabwe 222-9 (50) |
|                       |          | Neuseeland gewinnt mit 22 Runs |   |                     |

Simbabwe gewann den Münzwurf und entschied sich als Feldmannschaft zu beginnen.

### Zweites ODI in Harare
| 8. November Scorecard | Harare | Simbabwe 271-6 (50)              | – | Neuseeland 272-6 (46.5) |
|                       |        | Neuseeland gewinnt mit 4 Wickets |   |                         |

Simbabwe gewann den Münzwurf und entschied sich als Schlagmannschaft zu beginnen.

## Tests

### Erster Test in Bulawayo
| 1. – 5. November Scorecard | Bulawayo | Neuseeland 325-3d (96.1) & 222-5d (48) | – | Simbabwe 219 (93.4) & 197-1 (71.1) |
|                            |          | Remis                                  |   |                                    |

Neuseeland gewann den Münzwurf und entschied sich als Schlagmannschaft zu beginnen.

### Zweiter Test in Harare
| 7., 9. – 12. November Scorecard | Harare | Neuseeland 335 (94) & 262-5d (82.4) | – | Simbabwe 283-9d (123) & 137 (50.3) |
|                                 |        | Neuseeland gewinnt mit 177 Runs     |   |                                    |

Neuseeland gewann den Münzwurf und entschied sich als Schlagmannschaft zu beginnen.